# Те-Анау (город)
Те-Анау (англ. Te Anau, 45°25′ ю. ш. 167°43′ в. д.) — небольшой городок на Южном острове Новой Зеландии, расположен на юго-восточном побережье одноимённого озера, второго по площади озера страны.
Согласно переписи населения, проведенной в 2001 году, в городе проживает 1857 человек. Однако, как и многие части Фьордленда, места хорошо посещаемы туристами. В летнее время количество проживающих в Те-Анау увеличивается в несколько раз. Туризм — основная часть доходов городка.
Недалеко от Те-Анау была найдена птица такахе, ранее считавшаяся вымершей.
Те-Анау соединён автодорогой с другим популярным туристическим центром — заливом Милфорд (Пиопиотахи) (англ. Milford Sound, маори Piopiotahi), расположенным в 120 км к северу от Те-Анау. Также существует шоссе на юг, до Инверкаргилла.